# Hélène d'Autriche
 (mars 2023).
Si vous disposez d'ouvrages ou d'articles de référence ou si vous connaissez des sites web de qualité traitant du thème abordé ici, merci de compléter l'article en donnant les références utiles à sa vérifiabilité et en les liant à la section « Notes et références ».
Hélène d'Autriche ou Hélène de Habsbourg (née le 7 janvier 1543 et morte le 5 mars 1574), fille de Ferdinand Ier, empereur romain germanique, et d'Anne Jagellon, reine de Hongrie, était archiduchesse d'Autriche. Elle co-fonda le couvent Haller Damenstift dans la ville de Hall en Tyrol.